# Navidad, Chile
Navidad este o comună din provincia Cardenal Caro, regiunea O'Higgins, Chile, cu o populație de 5.324 locuitori (2012) și o suprafață de 300,4 km2.